# Corpus de Valls
El Corpus de Valls és una de les celebracions més importants de Valls. La celebració del Corpus Christi a Valls té lloc des de l'any 1319, essent una de les primeres poblacions de Catalunya i de les terres hispàniques que la celebraren, i la primera de les comarques del Camp de Tarragona. Actualment hi participen, a més dels feligresos i de la custòdia, els gegantons i els gegants de la Ciutat de Valls, que l'obren, acompanyats d'un grup de grallers i timbalers, i també hi pren part l'Àliga, que realitza el seu ball en honor de l'Eucaristia a la plaça del Pati, al so de la música d'una cobla de ministrers. La processó surt de l'església arxiprestal de Sant Joan Baptista i acaba a l'església del Lledó.
L'any 2013 el Corpus a Valls va recuperar el toc manual de les campanes des de l'església de Sant Antoni.